# Okręg wyborczy Worcestershire
Okręg wyborczy Worcestershire powstał w 1290 r. i wysyłał do angielskiej, a następnie brytyjskiej, Izby Gmin dwóch deputowanych. Okręg obejmował hrabstwo Worcestershire. Został zlikwidowany w 1832 r.

## Deputowani do brytyjskiej Izby Gmin z okręgu Worcestershire

### Deputowani w latach 1290–1660
- 1640: John Pakington

### Deputowani w latach 1660–1832
- 1660–1661: Henry Bromley
- 1660–1661: John Talbot
- 1661–1679: John Pakington
- 1661–1681: Samuel Sandys
- 1679–1685: Thomas Foley
- 1681–1685: Bridges Nanfan
- 1685–1689: John Pakington, torysi
- 1685–1689: James Pytts
- 1689–1690: James Rushout
- 1689–1698: Thomas Foley
- 1690–1695: John Pakington
- 1695–1698: Edwin Sandys
- 1698–1727: John Pakington, torysi
- 1698–1701: William Walsh
- 1701–1702: William Bromley of Holt, wigowie
- 1702–1705: William Walsh
- 1705–1707: William Bromley of Holt, wigowie
- 1707–1710: Thomas Winford
- 1710–1715: Samuel Pytts
- 1715–1720: Thomas Vernon
- 1720–1734: Thomas Lyttelton
- 1727–1747: Herbert Pakington
- 1734–1741: Edmund Lechmere
- 1741–1753: Edmund Pytts
- 1747–1751: George Coventry, wicehrabia Derrhurst
- 1751–1761: John Bulkeley Coventry
- 1753–1761: Edmund Pytts
- 1761–1774: John Ward
- 1761–1775: William Dowdeswell, wigowie
- 1774–1803: Edward Foley
- 1775–1803: William Lygon
- 1803–1806: John Ward, torysi
- 1803–1816: William Lygon
- 1806–1820: William Lyttelton
- 1816–1831: Henry Lygon
- 1820–1830: Thomas Edward Winnington
- 1830–1832: Thomas Foley, wigowie
- 1831–1832: Frederick Spencer, wigowie